# High Time (MC5)
High Time è il terzo album in studio della band proto-punk MC5, pubblicato nel 1971 dalla Atlantic Records. L'album si rivelò ben presto un flop commerciale, come era stato il precedente Back in the USA. La Atlantic decise dunque di rescindere il contratto con la band.

## Tracce
1. Sister Anne - 7:23 - (Fred Smith)
2. Baby Won't Ya - 5:32 - (Fred Smith)
3. Miss X -  5:08 - (Wayne Kramer)
4. Gotta Keep Movin' - 3:24 - (Dennis Thompson)
5. Future/Now - 6:21 - (Rob Tyner)
6. Poison - 3:24 - (Wayne Kramer)
7. Over and Over - 5:13 - (Fred Smith)
8. Skunk (Sonicly Speaking) - 5:31 - (Fred Smith)

## Formazione
- Rob Tyner - voce
- Wayne Kramer - chitarra
- Fred Smith - chitarra
- Michael Davis - basso
- Dennis Thompson - batteria